# Talca
Talca [ˈtalka] ist eine Großstadt in Chile, Hauptstadt der gleichnamigen Provinz Talca sowie der VII. Region Chiles, der Región del Maule.
Talca liegt an der Panamericana inmitten einer vom Wein- und Obstanbau geprägten, fruchtbaren Ebene, etwa auf halbem Weg zwischen der Pazifikküste und der Andenkordillere. Die Stadt und ihr Umland haben einen relativ ländlichen Charakter.

## Bevölkerung
Die Gemeinde Talca hat dem Zensus 2017 zufolge 220.357 Einwohner (2002: 201.797), von denen 9447 Bewohner im ländlichen Außenbereich im Umland der Stadt leben. Da Talca in den letzten Jahren stark expandiert und im Süden mit der Nachbargemeinde Maule zusammengewachsen ist, bewohnen den städtischen Ballungsraum Talca insgesamt ca. 250.000 Menschen. Zusammen mit der Satellitenstadt Culenar, die an der Ausfallstraße bereits auf dem Gebiet der Gemeinde Maule liegt, wird die Einwohnerzahl des geschlossenen Siedlungskerns der Stadt Talca auch mit 237.295 angegeben.

## Geografie und Klima
Talca liegt etwa 250 km südlich der Hauptstadt Santiago. Durch Talca fließt der Río Claro, der später in den Río Maule mündet. Die Stadt liegt in einem Becken, das von den Tälern dieser Flüsse gebildet wird, und ist von Hügeln umgeben.
Das Klima ist mediterran mit warmen Sommern von November bis April. Die Winter sind regenreich und kühl, Schnee fällt in Talca aber sehr selten.
Im Umland findet man sehr viele Weingüter und landwirtschaftliche Verarbeitungsbetriebe. Die Pazifikküste ist in weniger als einer Stunde mit dem Auto erreichbar. Nach Osten hin beginnen in einiger Entfernung die urwüchsigen Naturwälder des Andenvorlands. Das Hochgebirgspanorama der Andenkordillere ist von jedem Punkt der Stadt aus sichtbar.
Die Region bildet klimatisch den Übergang zwischen dem wärmeren und trockenen Norden und dem kalten und regenreichen Süden Chiles. In dieser Zone gibt es daher eine besonders artenreiche Flora und Fauna.

## Geschichte

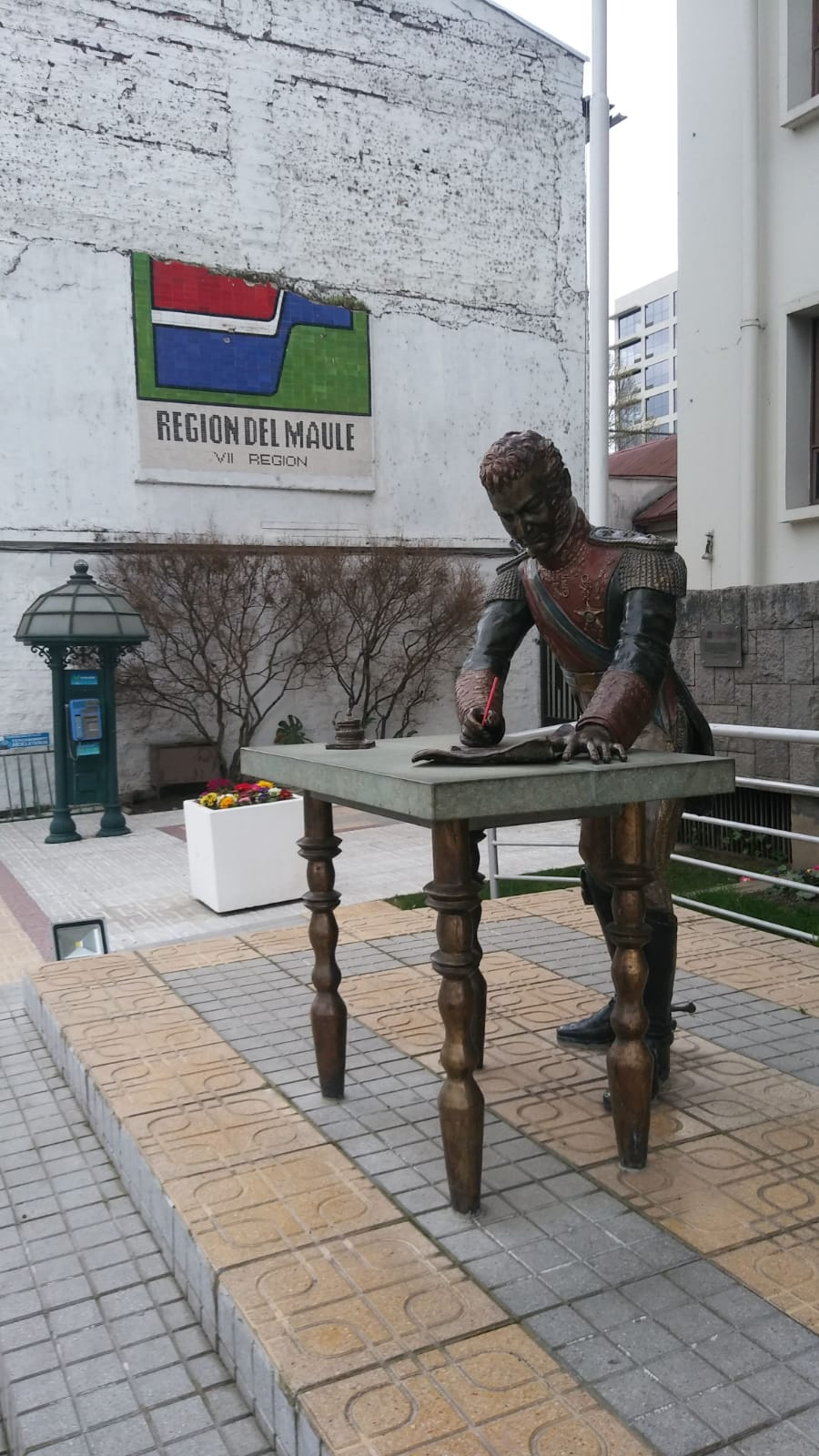
Das Denkmal vor dem Rathaus von Talca zeigt Bernardo O’Higgins bei der Unterzeichnung der chilenischen Unabhängigkeitsproklamation

Historische Ansicht der Plaza de Armas mit dem Amtsgebäude der Intendantur (Provinzverwaltung) und anderen öffentlichen Gebäuden, 1916

Talca wurde 1692 von Generalgouverneur Tomás Marín González de Poveda gegründet. Am 17. Februar 1742 erhielt sie den Namen Villa San Agustín de Talca von Gouverneur José Antonio Manso de Velasco. Am 6. Juni 1796 erhielt sie die Stadtrechte.
In Talca befindet sich auch das Haus, in welchem Bernardo O’Higgins am 12. Februar 1818, dem ersten Jahrestag der Schlacht bei Chacabuco, die Proklamation der Unabhängigkeit Chiles unterzeichnete. Vorher hatte Ramón Freire y Serrano die Stadt eingenommen. Das historische Gebäude ist heute ein Museum.
Das politische Klima in Talca gilt seit den Tagen des Unabhängigkeitskrieges als liberal und aufmüpfig, was die Stadt insbesondere in der Zeit des so genannten „autoritären“ Regimes konservativer Präsidenten von 1831 bis 1891 verschiedentlich zum Schauplatz von Protesten und Unruhen machte. Während der Unruhen von 1851 wurde Talca von auswärtigen Regierungsanhängern unter dem Milizenführer José Joaquín Vallejos zur Unterwerfung gezwungen. Dem Anfang 1859 ausgebrochenen liberalen Aufstand in den Provinzen gegen die Zentralregierung schloss Talca sich ebenfalls an. Anders als in Nordchile, wo 5000 Menschen bürgerkriegsähnlichen Kämpfen zum Opfer fielen, gelang es dem Militär Eleuterio Ramírez Molina durch seine am 22. Februar 1859 verhängten Maßnahmen, den Aufstand in Talca unblutig zu unterdrücken und rasch zu beenden.
Am 1. Dezember 1928 traf Talca ein schweres Erdbeben, bei dem rund 100 Bewohner der Stadt starben.
Bei dem Erdbeben am 27. Februar 2010 wurden weite Teile des historischen Stadtkerns stark beschädigt oder zerstört. Es gab Todesopfer in Talca und das in großen Teilen einsturzgefährdete Krankenhaus der Stadt musste geschlossen werden.
Etwa 90 km südlich der Stadt liegt die berüchtigte deutschsprachige Siedlung Colonia Dignidad.

## Sehenswürdigkeiten

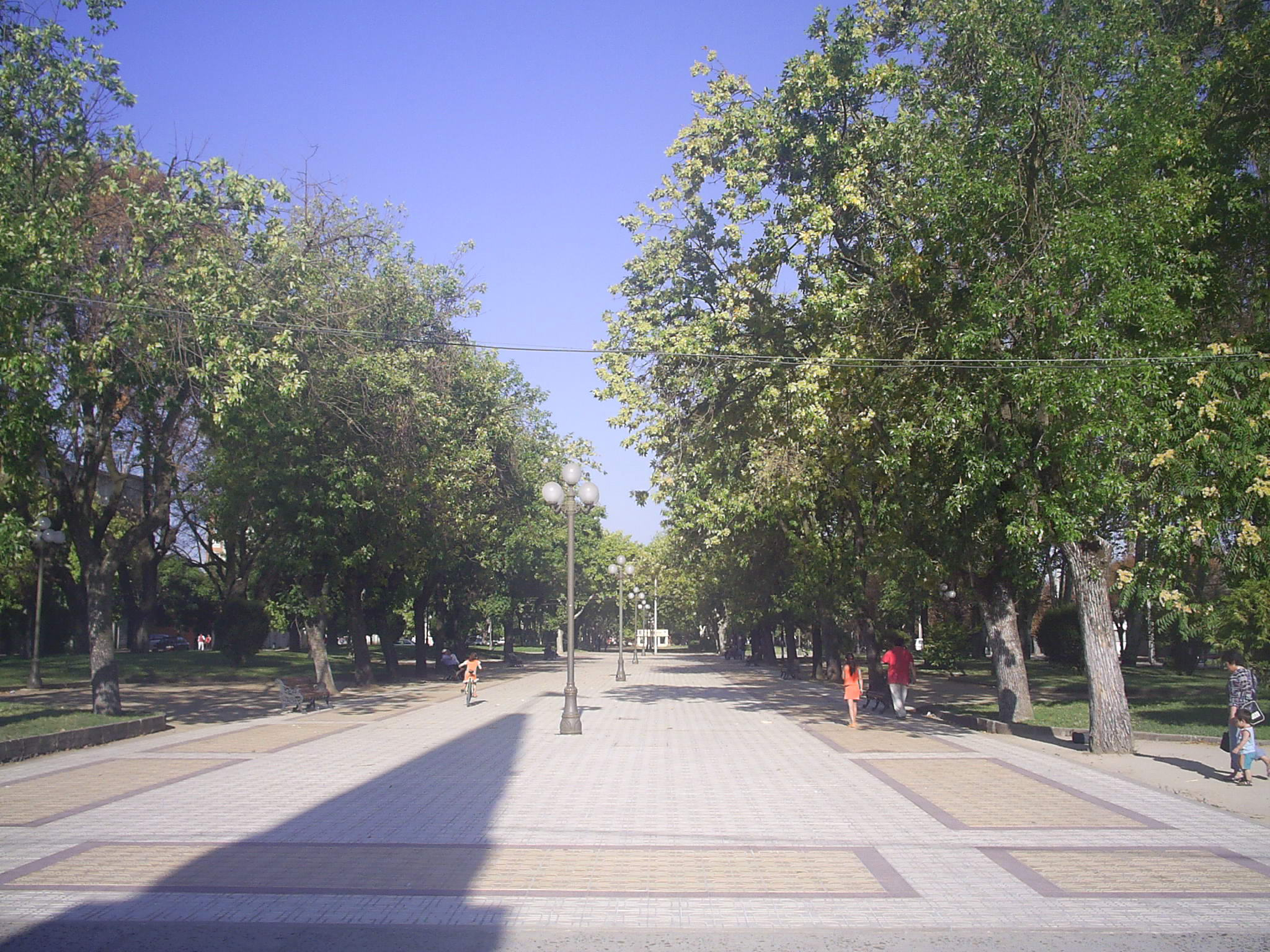
Alameda von Talca

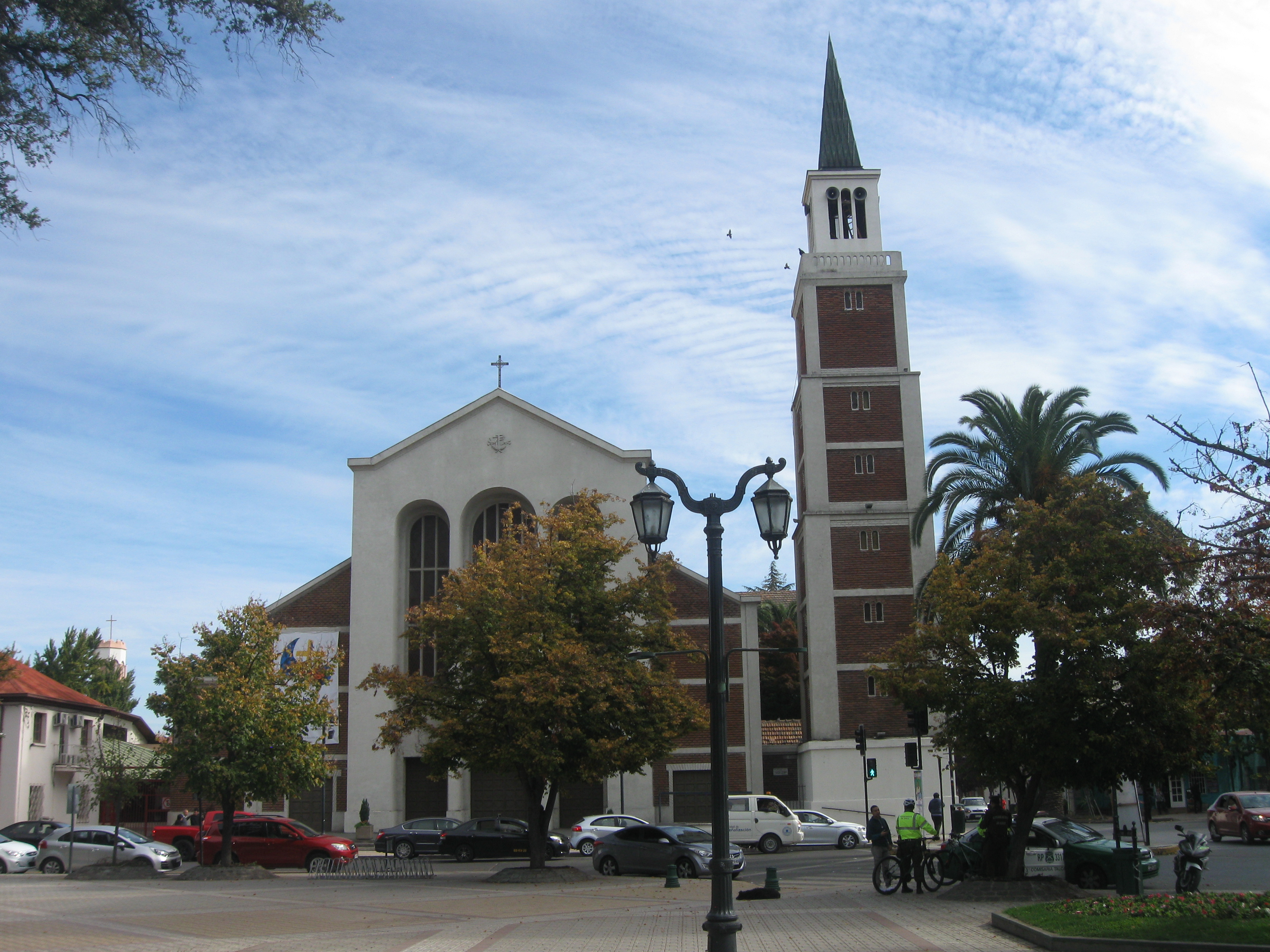
Kathedrale von Talca

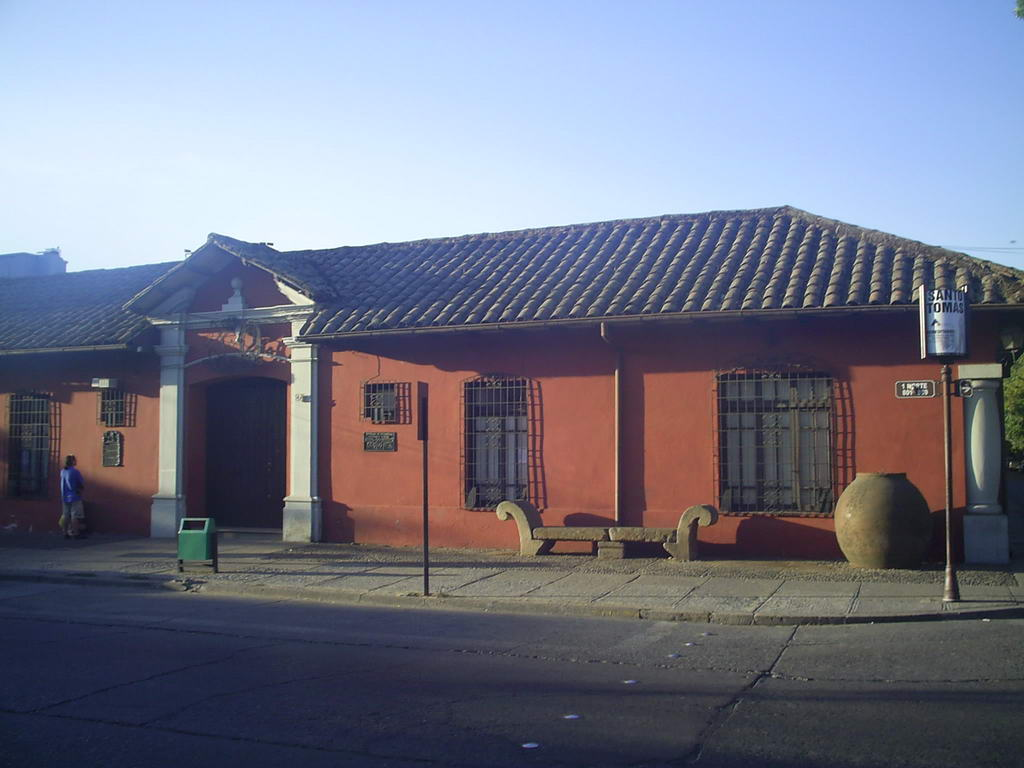
Museum

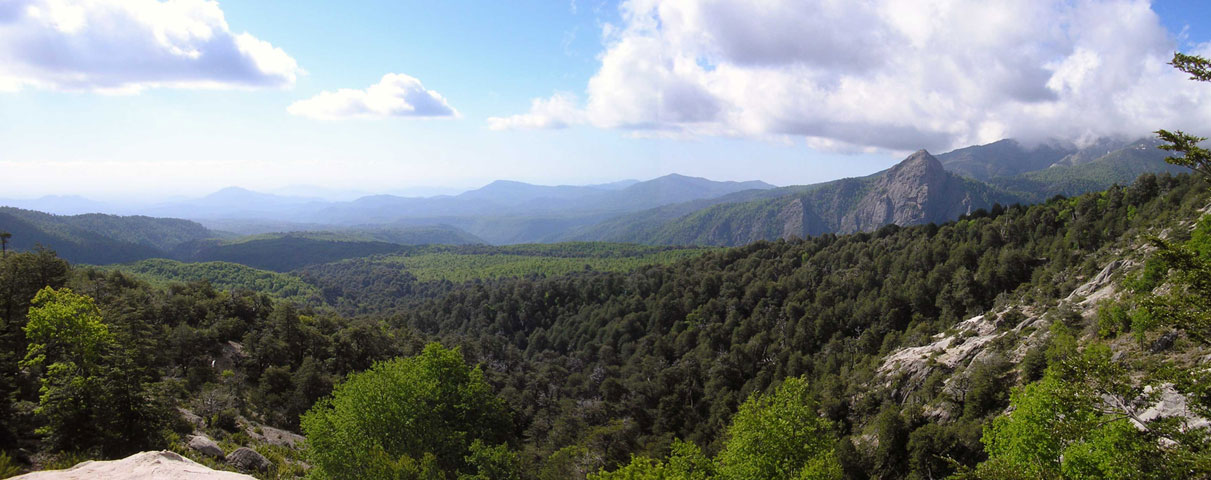
Parque Vilches, Panorama

Überall in der Stadt fanden sich vor 2010 noch Häuser im Kolonialstil. Das Haus, in welchem Bernardo O’Higgins 1818 die Proklamation der Unabhängigkeit Chiles unterzeichnete, beherbergt heute das Museo O'Higginiano y de Bellas Artes.
Talca ist Ausgangspunkt für Ausflüge in die umliegende Region und nach Vilches, einem Park in den Anden. Die Pazifikküste ist mit der Schmalspurbahn Talca-Constitución erreichbar. Seit 2019 kann der 80 km östlich von Talca gelegene Naturpark Quizapú besucht werden, der mit dem Naturreservat Altos del Lircay verbunden ist. Beide Schutzgebiete sind über den sehr anspruchsvollen Rundwanderweg Condor Circuit erschlossen. 
Rund um Talca erstreckt sich eine beschauliche Landidylle mit vielen Naturschönheiten auf engem Raum, Weingütern, hügeligen Wald- und Kulturlandschaften vor dem beeindruckenden Hochgebirgspanorama. Es gibt in der Umgebung der Stadt auch Haciendas aus kolonialen Zeiten, auf denen die Huasos zu Hause waren, eine Art chilenischer Cowboys oder Gauchos.

## Wirtschaft
Rund um Talca wird Wein, Obst und Gemüse angebaut. Der Wochenmarkt von Talca, auf dem die Bauern aus der Region ihre Erzeugnisse feilbieten, gehört zu den bekanntesten Erzeugermärkten Mittelchiles.
Die Stadt liegt an der Panamericana, der wichtigsten Landstraße, die Chile von Nord nach Süd durchquert. Die Straße ist in dieser Gegend Chiles autobahnähnlich ausgebaut.
In Talca gibt es mehrere Konservenfabriken und andere Industrieansiedlungen, eine Universität und drei Zeitungen, El Maule, La Prensa und El Centro. Die Wirtschaft ist besonders von Betrieben geprägt, die landwirtschaftliche Erzeugnisse verarbeiten.

## Persönlichkeiten
Söhne und Töchter:
- Nicanor González Méndez (1864–1934), Maler
- Aurelio Silva (1866–1923), Violinist und Musikpädagoge
- Pedro Opazo (1876–1957), Politiker, 1931 Übergangspräsident für einen Tag
- Agustín Abarca (1882–1953), Maler
- Armando Donoso (1886–1946), Essayist, Journalist, Herausgeber und Literaturkritiker
- Edmond Maillard (1896–1969), Radrennfahrer
- Raúl Silva Henríquez (1907–1999), Erzbischof von Santiago de Chile und ein Kardinal der römisch-katholischen Kirche
- Alfonso Domínguez (1916–1973), Fußballspieler
- Eugenio Jara (1935–2014), Fußballspieler und -trainer
- Iván Azócar (1939–2012), chilenischer Fußballspieler
- Don Francisco (* 1940), Fernsehmoderator
- Orlando Aravena (1942–2024), Fußballspieler und -trainer
- Jorge Garcés (* 1954), Fußballspieler und -trainer
- Eduardo Fournier (* 1956), Fußballspieler und -trainer
- Juan Carlos Hernández (* 1959), Fußballspieler
- Hugo Rubio (* 1960), Fußballspieler
- Samuel Parot (* 1963), Springreiter
- Cristián Montecinos (* 1970), Fußballspieler
- César Muena (* 1970), Fußballspieler
- José Yates (* 1972), Fußballspieler
- Carlos Garrido (* 1977), Fußballspieler
- Nicolás Córdova (* 1979), Fußballspieler und -trainer
- Boris González (* 1980), Fußballspieler
- María Elisa Quinteros (* 1981), Ärztin und Politikerin
- Juan José Albornoz (* 1982), Fußballspieler
- Alfonso Parot (* 1989), Fußballspieler